# Ousmane Camara (Fußballspieler, 2003)
Ousmane Camara (* 6. März 2003 in Paris) ist ein französisch-malischer Fußballspieler, der beim SCO Angers unter Vertrag steht.

## Karriere

### Verein
Camara begann seine fußballerische Ausbildung beim FC Cap Vert, ehe er 2012 in die Hauptstadt zum Paris FC wechselte. Dort debütierte er am ersten Spieltag der Saison 2020/21 im Alter von 17 Jahren nach später Einwechslung gegen den FC Chambly im Profiteam. Insgesamt spielte er in jener Saison jedoch nur zweimal in der Liga und einmal im Pokal. In der Spielzeit 2021/22 war er jedoch absolut gesetzt in der Innenverteidigung und bestritt 34 von 38 möglichen Spielen. Mit seiner Mannschaft scheiterte er nur knapp in der Relegation am Aufstieg.
Im Sommer 2022 wechselte Camara in die Ligue 1 zum SCO Angers. Dort debütierte er am vierten Spieltag bei einer Niederlage gegen den ES Troyes AC über die vollen 90 Minuten.

### Nationalmannschaft
Camara ist aktuell französischer Juniorennationalspieler und ist nach 15 Einsätzen und einem Tor für die U19-Junioren aktuell für die U20-Nationalmannschaft aktiv.